# St. Nicolai (Steckby)

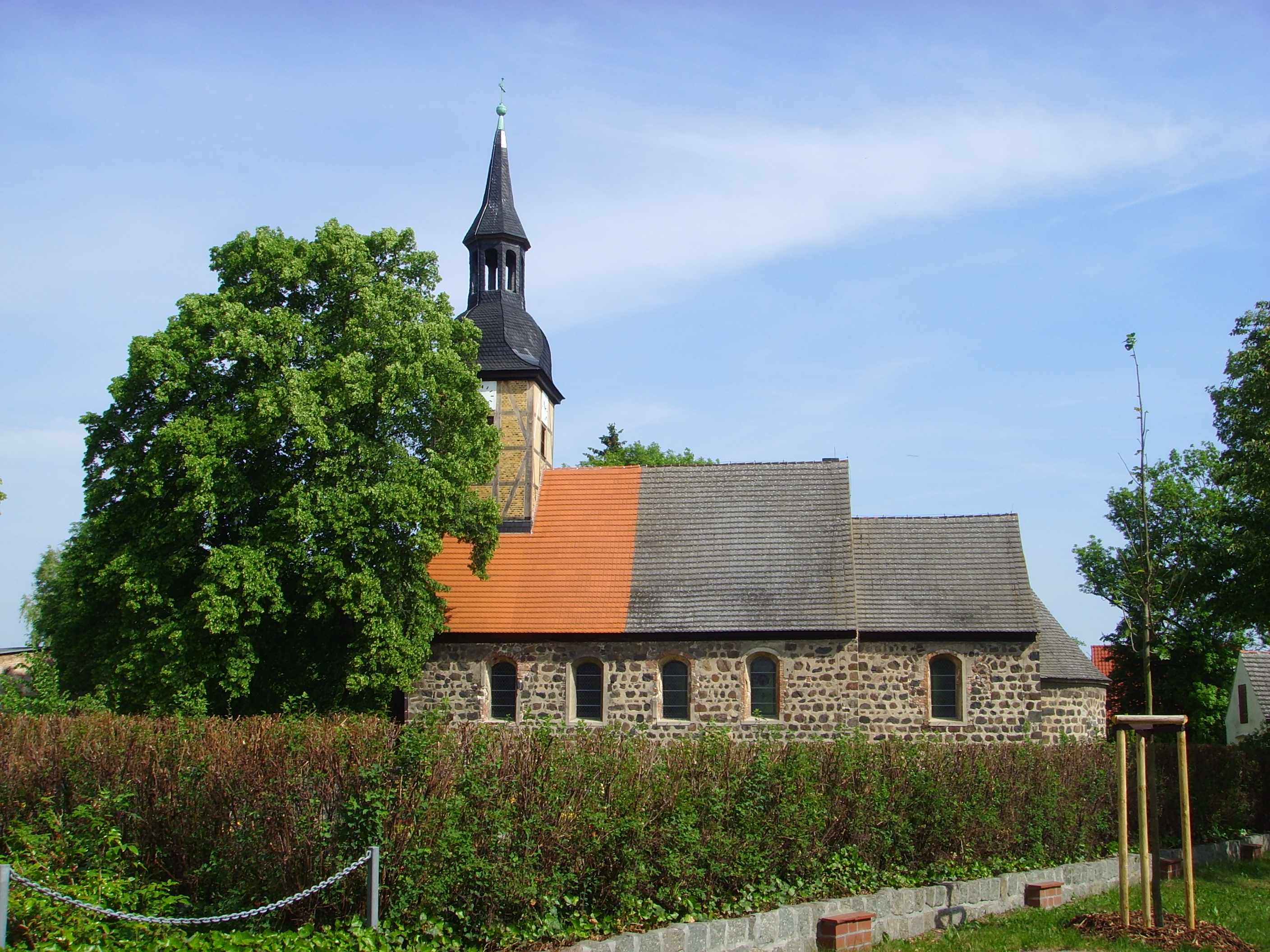
Nicolaikirche in Steckby

Sankt Nicolai ist eine aus dem 13. Jahrhundert stammende Feldsteinkirche im Ortsteil Steckby der Stadt Zerbst/Anhalt im Landkreis Anhalt-Bitterfeld. Seit 2008 ist die Kirche, die am Elberadweg liegt, auch Radwegekirche.

## Geschichte
Die Feldsteinkirche mit eingezogenem Chor und Apsis wurde um 1200 errichtet.

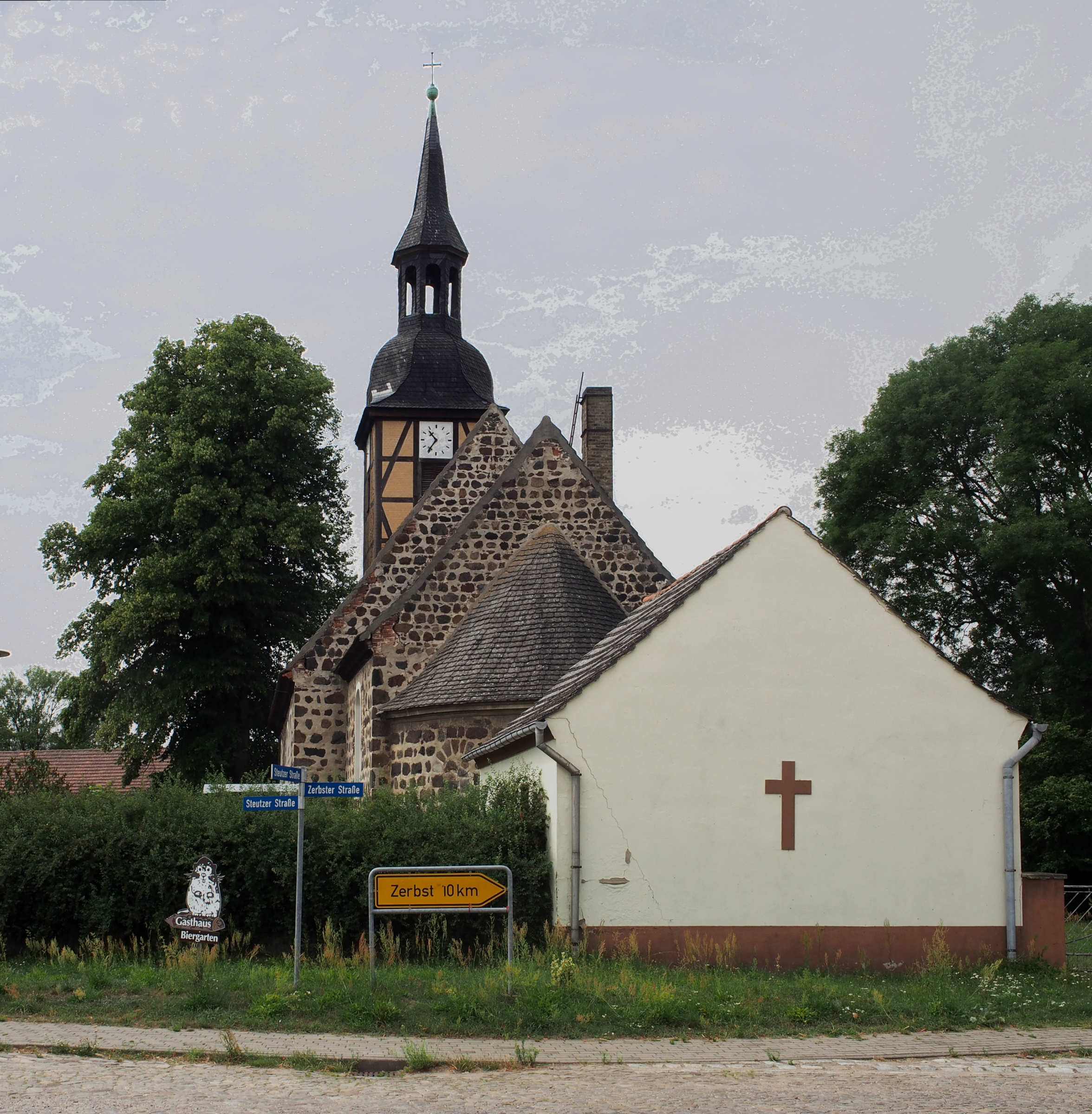
Straßenseite, Eingang durch den Friedhof

Das Kircheninnere wurde nach 1991 grundlegend saniert. Der Kirchturm wurde Anfang des 21. Jahrhunderts vollständig saniert. Die Europäische Union unterstützt die Sanierung über die Gemeinschaftsinitiative „Leader+“.
Besondere Andachten und ein Rastplatz für Radfahrer gehören zum Konzept der Radfahrerkirche.

## Gestaltung

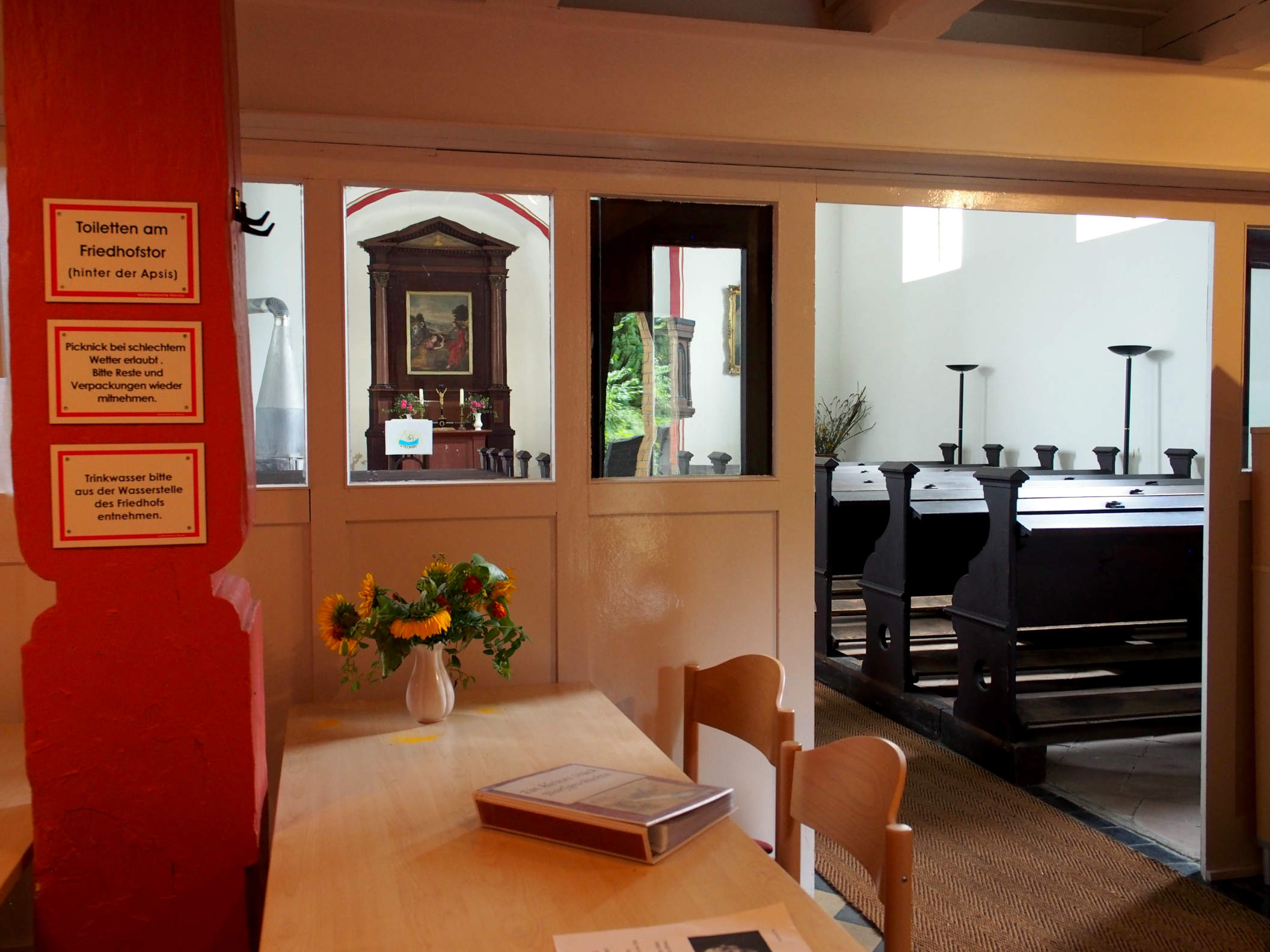
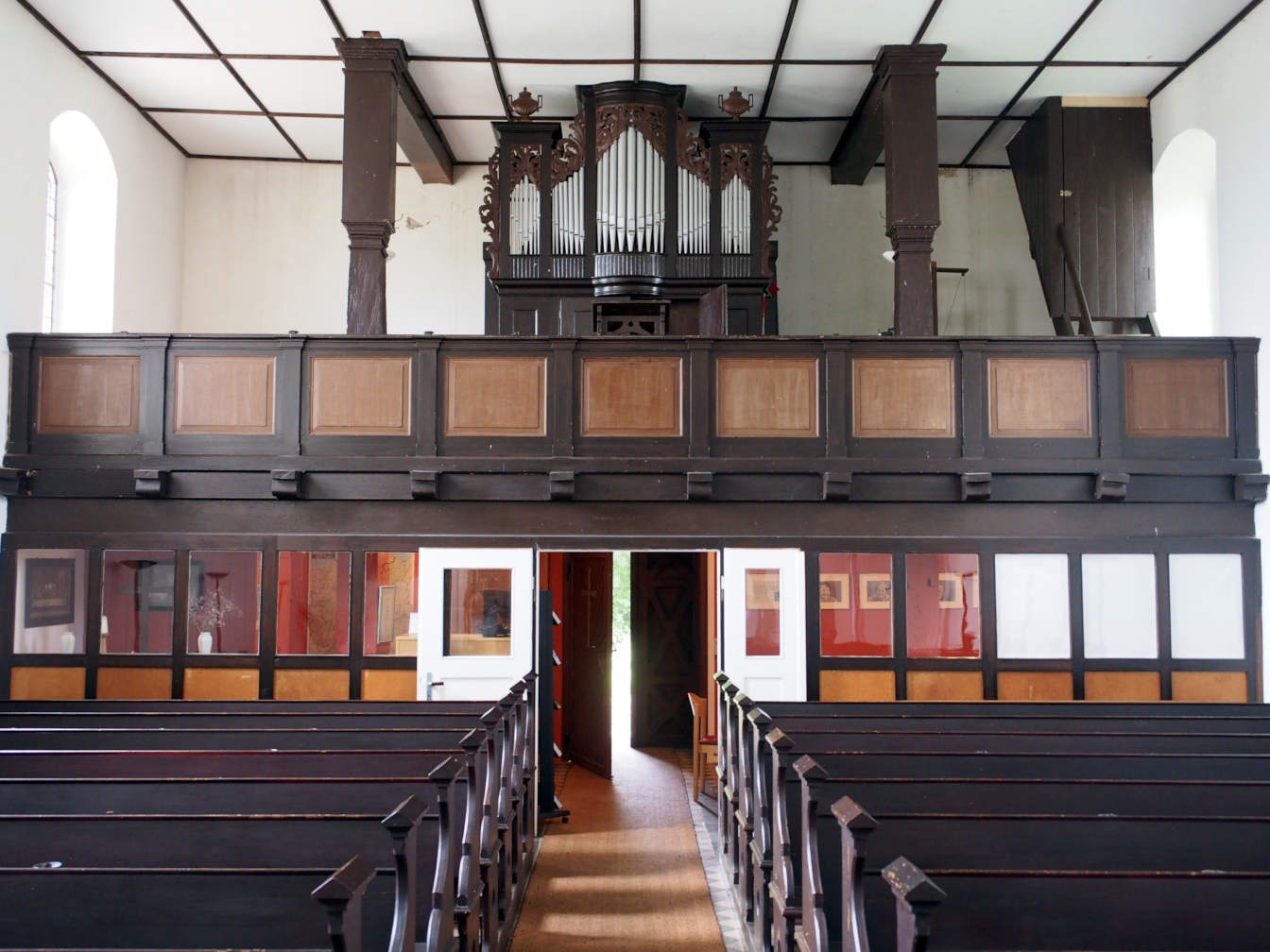

Die Feldsteinkirche besteht aus Kirchenschiff, eingezogenem quadratischen Chor und kleinerer, halbrunder Apsis. Bis zu den Fenstern sind die Steine regelmäßig geschichtet.
Ein aus dem 18. Jahrhundert stammender Fachwerkreiter mit gelbem Backstein, barocker Haube und einem laternenförmigen Aufsatz sitzt auf dem westlichen Giebel des Schiffes. Der Dachreiter sowie das Dach des Kirchenschiffes befinden sich in einem sehr schlechten Zustand. Die Fensteröffnungen  sind teilweise noch in ihren ursprünglichen Umrissen zu erkennen, ebenso die jetzt vermauerten Portale an der Nord- und Südseite.

## Ausstattung
Der schlichte barocke Altaraufsatz trägt das Gemälde „Christus und die Sünderin“; dabei handelt es sich um ein Geschenk des Herzogs Leopold III. Friedrich von Anhalt-Dessau. 

Das Kircheninnere wurde nach 1991 grundlegend saniert und befindet sich in einem guten Zustand. Die Orgel hingegen bedarf ihrer schlechten Verfassung wegen einer grundlegenden Reparatur, zumal sie eines der historisch wertvollen Instrumente dieser Gegend ist.
Andererseits versah 1996 im Nachbarort Steutz in der dortigen Ev. Marien-Kirche der Magdeburger Künstler Richard O. Wilhelm den Altarraum mit farbigen Glasfenstern.

## Orgel
Die Orgel der Kirche wurde im 18. Jahrhundert von Johann Christoph Zuberbier gefertigt. Sie ist dringend reparaturbedürftig.

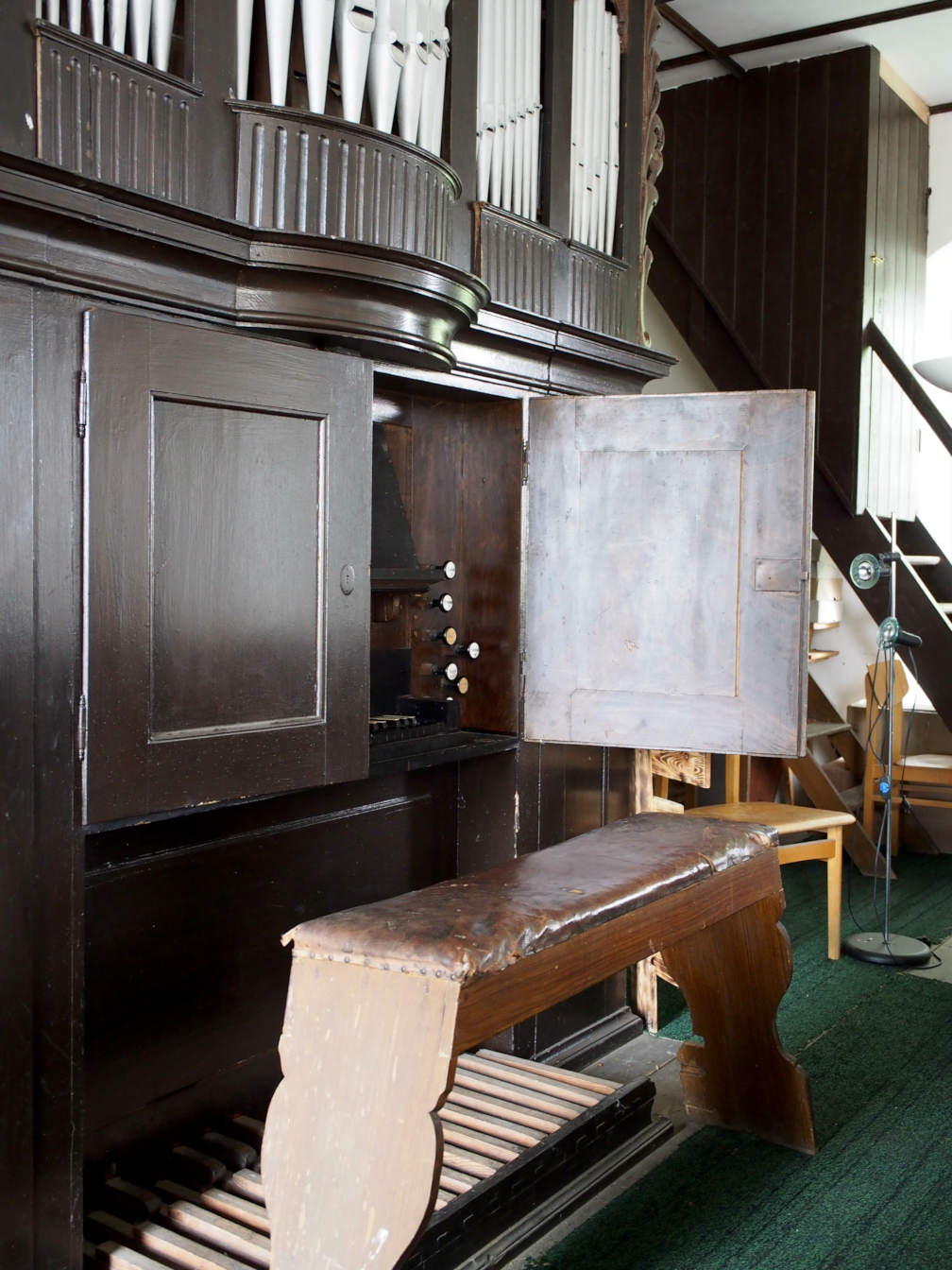
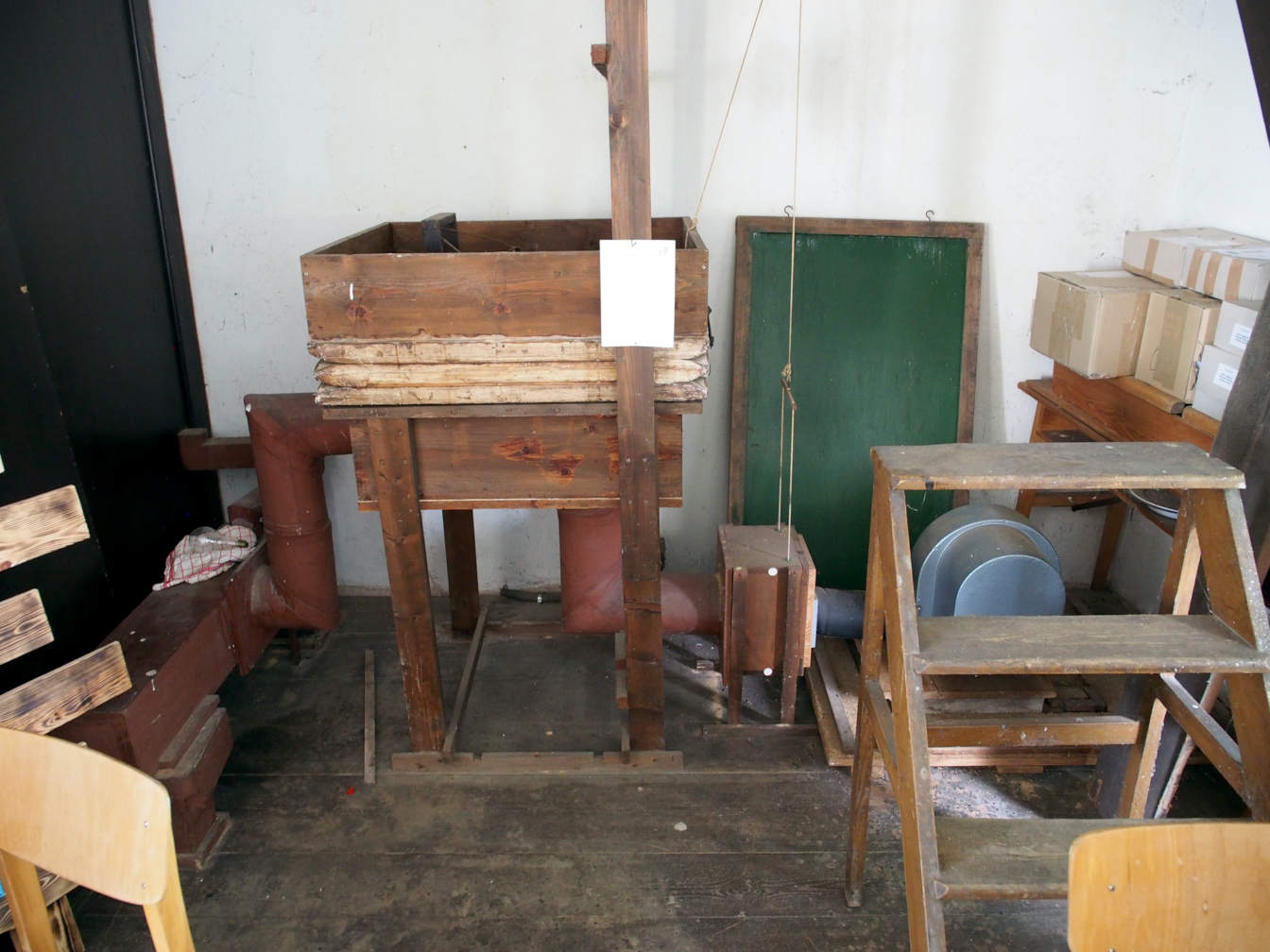
Windwerk

## Geläut
Die einzige Glocke der Kirche wurde im Jahr 1876 von der Firma Ulrich (Apolda) aus Bronze gegossen.

## Gemeinde
Die evangelische Kirchgemeinde gehört zum Kirchenkreis Zerbst in der Evangelischen Landeskirche Anhalts.